# 2. Revisionssenat des Bundesverwaltungsgerichts
Der 2. Revisionssenat ist ein Spruchkörper des Bundesverwaltungsgerichts. Er ist einer von elf Revisionssenaten, die beim Bundesverwaltungsgericht gebildet wurden.

## Zuständigkeit
Der Senat war im Geschäftsjahr 2024 und ist im Geschäftsjahr 2025 zuständig für Sachen aus den Gebieten des Rechts des öffentlichen Dienstes einschließlich des Beamtendisziplinarrechts und des Dienstrechts der Soldaten sowie des Rechts der Wehrpflichtigen und der Zivildienstpflichtigen, soweit sie nicht dem 5. Revisionssenat oder dem 6. Revisionssenat zugewiesen sind.

## Besetzung
Der Senat ist gegenwärtig mit folgenden fünf Berufsrichtern besetzt.
- Vorsitzender: Markus Kenntner
- Stellvertretender Vorsitzender: Klaus-Dieter von der Weiden
- Beisitzer: Andreas Hartung, Daniela Hampel, Daniel Hissnauer

## Vorsitzende
| Nr. | Name (Lebensdaten)            | Beginn der Amtszeit | Ende der Amtszeit  |
| --- | ----------------------------- | ------------------- | ------------------ |
| 1   | Ernst Wichert (1897–1988)     | 1. April 1953       | 30. April 1958     |
| 2   | Charlotte Schmitt (1909–1989) | 2. Mai 1958         | 30. September 1977 |
| 3   | Franz Niedermaier (1925–1986) | 4. November 1977    | 5. Juli 1983       |
| 4   | Alfred Fischer (1919–2004)    | 2. November 1983    | 31. Dezember 1987  |
| 5   | Paul Schwarz (* 1928)         | Januar 1988         | 31. März 1993      |
| 6   | Ingeborg Franke (1935–2023)   | Mai 1993            | 31. Mai 2000       |
| 7   | Peter Silberkuhl (* 1939)     | 22. Juni 2000       | 29. Februar 2004   |
| 8   | Hartmut Albers (* 1943)       | 1. März 2004        | 30. Juni 2008      |
| 9   | Georg Herbert (* 1947)        | 1. August 2008      | 31. März 2012      |
| 10  | Ulf Domgörgen (* 1956)        | 10. Juli 2012       | 28. Februar 2022   |
| 10  | Markus Kenntner (* 1965)      | 2. August 2022      |                    |